# Ґервати (Маковський повіт)
Ґервати (пол. Gierwaty) — село в Польщі, у гміні Млинаже Маковського повіту Мазовецького воєводства.
Населення — 98 осіб (2011).
У 1975-1998 роках село належало до Остроленцького воєводства.

## Демографія
Демографічна структура станом на 31 березня 2011 року:
|          | Загалом | Допрацездатний вік | Працездатний вік | Постпрацездатний вік |
| -------- | ------- | ------------------ | ---------------- | -------------------- |
| Чоловіки | 48      | 8                  | 32               | 8                    |
| Жінки    | 50      | 13                 | 21               | 16                   |
| Разом    | 98      | 21                 | 53               | 24                   |